# Vladimir Vince
Vladimir Vince (Đakovo, 15 de diciembre de 1923 - Guadalupe (Francia), 6 de marzo de 1968) fue un diplomático, jurista, canonista y sacerdote católico croata refugiado en España.

## Biografía
Vlado nació en Đakovo de padres piadosos, Ivan y Dragica Vince. En Travnik, asistió a la escuela secundaria con los jesuitas. Se graduó en Zagreb. Se matriculó en la facultad de derecho en la Universidad de Zagreb donde no pudo concluir sus estudios a causa de sus obligaciones militares que le llevaron hasta la Academia del Ejército alemán en Viena, tras haberse incorporado a las nuevas fuerzas armadas del Estado independiente de Croacia (Nezavisna Država Hrvatska) mientras se desarrollaba la II Guerra Mundial. Reclamado por Anton Wuster, secretario de la representación diplomática de Croacia ante la Santa Sede, al frente  de la cual se encontraba el Príncipe Erwein Lobkowicz. Llegó a Roma el 24 de julio de 1943. En Roma, acogió con satisfacción la capitulación de Italia en septiembre de 1943. Ese año, junto a su amigo y compatriota Wurster, conoció a Salvador Canals y José Orlandis en la Pontificia Universidad Lateranense. Tras la marcha de las tropas alemanas de Roma, y con los cambios políticos operados en Croacia, Wurster y Vince perdieron la nacionalidad croata, pasando a considerarse apátridas. En esa situación delicada, consiguieron, a través de los padres claretianos Arcadio María Larraona y Siervo Goyeneche y Martínez de la Hidalga que el Abad de los Benedictinos les deje unas habitaciones en el Colegium Germanicum. Gracias a la amistad forjada con Canals y Orlandis, el 26 de abril de 1946, solicitó su admisión en el Opus Dei, a través de una carta escrita en croata. Trabajó en una de las secciones de la Assistenza Pontificia. Finalizó sus estudios de Derecho en la Pontificia Universidad Lateranense donde se graduó.
Se trasladó a España en la década de los años ciencuenta, formando parte de un grupo de intelectuales emigrantes croatas que eran empleados o colaboradores externos del Consejo Superior de Investigaciones Científicas en Madrid. Posteriormente se instaló en Bilbao, donde trabajó como profesor y posteriormente, subdirector del colegio Gaztelueta.
En 1956 regresó a Roma, donde obtuvo sus doctorados en Derecho Civil (1957) y en Teología (1959). Después de seis años de estudios filosóficos y teológicos, fue ordenado sacerdote en la Basílica pontificia de San Miguel (Madrid, 10 de agosto de 1958). Desde entonces, y gracias a su facilidad con los idiomas, desarrolló una intensa actividad pastoral en España (Madrid y Bilbao), Italia (Milán y Roma), Suiza (Zúrich), Alemania (Colonia, Múnich y Bonn).
Al mejorar las relaciones diplomáticas entre la Santa Sede y Yugoslavia, Vince alcanzó altos cargos. Mientras era director de la Casa de Estudiantes Internacionales del Opus Dei en Zúrich, el cardenal Franjo Šeper le nombró director de la Obra de Emigración Croata, cargo desde el que realizó una intensa actividad pastoral con los croatas residentes en el extranjero. Desde Roma, donde estaba la sede, dirigió esta labor durante unos veinte meses, ya que fue interrumpido por su muerte en un accidente aéreo.
Escribió en la revista croata sobre Pablo Tiján Roncevic, y los emigrantes croatas en España, Krešimir Zorić y otros. Asistió a la recepción con el Papa Pablo VI. Vince formaba parte de un grupo de asociados y amigos con los que estaba conectado Vilim Cecelja: Alojzije Stepinac, Aleksa Benigar, Franjo Šeper, Mirko Ćović, Tomilac Mesić, Ante Gabrić y Hrvoslav Ban.
Después de visitar a la colonia de croatas repartidos por Brasil, Uruguay, Argentina, Chile, Bolivia, Perú, Colombia y Venezuela, falleció en accidente aéreo en la isla francesa de Guadalupe, en un vuelo que realizaba el trayecto Caracas-París. Vladimir había partido de Santiago de Chile, cuando el avión se estrelló contra el volcán La Soufrière (1467 metros), que estaba activo, y tuvo erupciones en 1976 y 1977.